# Christine Schmitt
Christine Schmitt (n. 26 mai 1953, Rostock, RDG) este o gimnastă artistică ce a reprezentat Republica Democrată Germană, medaliată olimpică. A participat la o ediție a Jocurilor Olimpice (1972) în care a câștigat o medalie de argint.

## Participări
Lista de mai jos prezintă principalele competiții la care a participat Christine Schmitt de-a lungul carierei.
- gymnastics at the 1972 Summer Olympics – women's artistic team all-around[*]